# Un jour avant l'aube

Un jour avant l'aube est un téléfilm français de 120 minutes de Jacques Ertaud, diffusé en 1994. Il raconte l'action des commandos parachutistes français du Special Air Service en Bretagne au moment de la bataille de Normandie.

## Synopsis
En Angleterre, en 1944, Ronan (le narrateur), Maury et Roche de Boisvilliers sont trois officiers SAS français, entraînés par les Anglais. Malgré leur comportement légèrement "franc-tireur", ils sont plus doués que leurs homologues anglais. Mais à l'approche du débarquement, les Français s'inquiètent au sujet de leur participation à l'opération. Dans le même temps, leur chef, le lieutenant-colonel Bourgin, manchot et bourru, complète les effectifs avec les derniers volontaires. Parmi eux, un mitron, Thienot, et un intellectuel, Descorbières.
Afin de convaincre le nouveau commandant des SAS, le général McQueen, Roche de Boisvilliers s'approche de lui à l'occasion d'un dîner à Londres, grâce à ses relations dans la noblesse anglaise. Mais poussé à bout par l'indifférence apparente du général, il le séquestre quelques minutes. McQueen le met alors aux arrêts de rigueur. Roche ne perd pas complètement sa soirée en faisant connaissance avec Marie Crawford, une jeune membre des WAAF.
De retour au camp des SAS, il est réprimandé durement par Bourgin, qui l'accuse d'avoir saboté la dernière occasion que les SAS français avaient de participer à l'opération. Il « force » Roche à battre le record du parcours du combattant, détenu par les Anglais. Pendant ce temps, l'entraînement de Thienot tourne mal. Malgré le soutien de Maury, il est incapable de sauter en parachute, et se voit renvoyé des SAS.
McQueen, pas trop rancunier, affirme à Roche de Boivilliers quelque temps après que les SAS seront de la partie durant le débarquement. Après avoir mis au courant ses hommes (occupés à se battre avec les SAS anglais à cause d'un problème de prononciation), Bourgin et lui sont effarés par la présentation de l'opération Neptune : les SAS n'ont pas leur place. Seuls les commandos Kieffer représenteront l'armée française. Complètement furieux, ils demandent des explications à McQueen : celui-ci leur explique en souriant qu'ils ne sauteront pas le jour J, mais à J-1, un jour avant… Leur lieu d'opération sera la Bretagne, où les SAS seront chargés d'effectuer des missions de sabotage, d'encadrement de la Résistance, et surtout la paralysie des divisions ennemies, afin de les empêcher de rejoindre la Normandie.
Les lieutenants Maury et Ronan sont deux des quatre chefs de stick envoyés à J-1 en tête de pont. Maury lit à l'occasion de la présentation de la mission le texte qui devint plus tard "la prière du para". Son stick comporte Thienot, au grand étonnement de Bourgin. Maury réplique qu'il avait carte blanche pour choisir ses hommes. Mais au-dessus de la Bretagne, Thienot est à nouveau pris de peur avant de sauter. IAndré Zirnheld#l finit par faire le plongeon, mais lui et les deux radios de Maury sont capturés par les Allemands. Thienot est tué en tentant de s'échapper. Le capitaine de Boisvilliers, quant à lui, rejoint l'état-major de McQueen, retrouvant alors Miss Crawford avec qui il entame une liaison. 
De son côté, Ronan n'a pas trop de mal à couper un tunnel, un de ses objectifs principaux. Malgré un premier raté après une tentative d'aide du chef de gare, le passage d'un convoi allemand dans le tunnel le fait exploser. Maury, sans moyen de contacter Londres, tente de contacter la Résistance intérieure française. Mais quand Ronan rejoint le camp de base que Maury a mis en place, celui-ci est rempli de volontaires qui attendent des SAS qu'ils les forment et les mènent au combat. Ronan est furieux : Maury outrepasse ses ordres en organisant cette armée et ce camp fortifié. À Londres, malgré les bonnes nouvelles des destructions prévues et de la survie de Maury, on n'en pense pas moins. Roche de Boivilliers, heureux du bon état général de ses hommes (et surtout de la survie de Maury), propose qu'on apporte à Maury et Ronan le plus d'aide, d'hommes et de matériel nécessaires. McQueen accepte mais refuse que Roche soit envoyé en Bretagne : c'est Bourgin, malgré son handicap, qui partira. Roche, furieux, apprend peu après que Marie Crawford est une nièce de Churchill et qu'elle a usé de son influence pour ne laisser partir Roche sous aucun prétexte. Malgré la colère de Roche, celui-ci n'interrompt pas leur liaison, mais est bien décidé à partir de toute façon.
En Bretagne, après les parachutages de Bourgin et du matériel, les Allemands et leurs alliés russes encerclent le camp des SAS. Avec les résistants, ceux-ci arrivent à repousser l'assaut et à s'éparpiller dans la nature, Bourgin et Maury se mettant chacun à la tête d'un camp plus réduit. La demande de Maury de remplacer ses radios remonte enfin à Londres, et un nouveau radio, Steinbach, est envoyé. Mais celui-ci est capturé dès son arrivée, et torturé par Zimmer, Alsacien comme lui mais travaillant pour les Allemands. Steinbach meurt durant l'interrogatoire ; Zimmer décide alors de revêtir son uniforme pour tromper les paysans et retrouver Maury et le reste des paras. Le stratagème réussit : Maury et tous ses compagnons, Ronan excepté, sont exécutés.
Ronan, survivant miraculeux, rejoint Bourgin ; Roche de Boivilliers, ayant enfin obtenu la permission de McQueen, part lui aussi en Bretagne. Celle-ci est presque libérée, mais une colonne allemande fait route pour rejoindre le front. Ils ont prévu de s'arrêter dans une ville pour se reposer pour la nuit : les Américains veulent bombarder la ville, malgré la présence de la population et le manque de temps pour une évacuation discrète. Roche propose un plan de dernier recours : en utilisant les Jeeps, ils peuvent remonter la colonne durant une pause, et créer assez de dégâts pour l'immobiliser sur plusieurs kilomètres. Le bombardement est alors possible hors de l'agglomération. Le plan réussit, mais Roche est tué dans sa Jeep. Ronan, qui l'accompagnait dans la deuxième Jeep, s'en sort à nouveau indemne. On apprend à la fin que celui-ci continuera à se battre en Indochine, en Algérie, et qu'il finira sa carrière dans une garnison « de l'est de la France ».

## Fiche technique
- Titre : Un Jour avant l'aube
- Réalisation : Jacques Ertaud, assisté de Christophe Gauguet
- Scénario : Bruno Tardon
- Musique :Bernard Gerard
- Production :
- Pays  France
- Genre : Guerre
- Durée : 120 minutes
- Date de diffusion :
  - France - 14 mai 1994

## Distribution
- Xavier Deluc : Lieutenant Maury
- Jean-Pierre Bouvier : capitaine Jean Roche de Boisvilliers
- Yan Epstein : lieutenant Ronan
- Maurice Barrier : lieutenant-colonel Bourgin
- Edward Meeks : général McQueen
- Thomas Chabrol : Descorbières
- Luc Lavandier : Zimmer
- Pierre Octave Arrighi : adjudant Grazziani
- Denis Sebbah : Ben Simon
- Hester Wilcox : Marie Crawford
- Pierre-Alexis Hollenbeck : Robert Lebozec
- Niels Dubost : Steinbach
- Alexis Perret : Thienot
- François Pinat : Querlin
- Juliette Croizat
- Sylvie Herbert
- Vincent Martin
- Pierre-François Martin-Laval (non crédité)

## Inspiration

### Scénario
Le scénario est inspiré de faits réels, c'est-à-dire les opérations des SAS français en Bretagne, notamment les opérations Samwest et Dingson, qui donneront lieu à la bataille du maquis de Saint-Marcel, décrite dans le film.
- Les images de l'entraînement des SAS en Angleterre sont tirées d'images d'archives tournées à l'époque.
- L'anecdote du parachutage près du poste d'observation allemand est réelle : il s'agissait d'un poste installé sur un moulin du village de Plumelec. Les parachutages avaient effectivement été faits très loin des points de largage prévus, à la suite d'erreurs commises par les pilotes de la Royal Air Force.
- L'utilisation de « cosaques » par l'armée allemande dans les territoires occupés est tout aussi réelle : il s'agit d'éléments déserteurs de l'Armée rouge (Russes "blancs", Géorgiens, Ukrainiens) qui seront incorporés plus tard dans l'armée Vlassov.
- L'utilisation de mitrailleuses à la bataille de Saint-Marcel est une erreur (voulue ou non) : lors du parachutage des armes et des trois Jeeps, les parachutes des containers de mitrailleuses ne s'ouvrirent pas. Seule l'une d'entre elles put être réparée et utilisée ; les autres furent remplacées par des fusils mitrailleurs

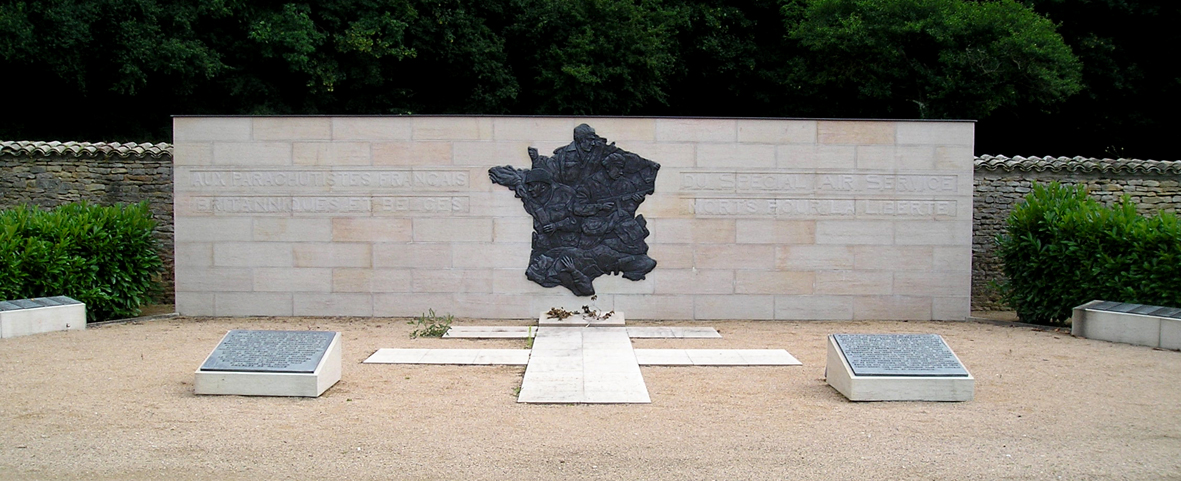
Mémorial de Sennecey-le-Grand

La dernière partie du film, l'attaque de la colonne allemande, reprend l'attaque effectuée par un groupe de SAS à Sennecey-le-Grand, en Saône-et-Loire, ville dans laquelle se trouve désormais le mémorial international des SAS.

### Personnages
Les personnages sont pour la plupart des doubles des personnages de l'époque, avec de subtiles changements dans les noms et les attitudes (peut-être pour laisser aux scénaristes le plus de liberté possible avec la réalité historique).
- Bourgin est inspiré du commandant Bourgoin, effectivement manchot et parachuté en Bretagne.
- Thienot représente le caporal Émile Bouétard, premier mort de l'opération Overlord.
- Maury représente le lieutenant Pierre Marienne, assassiné en Bretagne à Kerihuel, Plumelec (Morbihan) par l'armée allemande, aidée dans cette opération par un ancien officier de marine français, devenu collabo, Maurice Zeller (Zimmer dans le téléfilm).
- Roche de Boivilliers est inspiré en partie de Guy Combaud de Roquebrune (ou Guy de Combaud-Roquebrune), l'auteur de l'attaque sur Sennecey-le-Grand (et dans laquelle il trouva la mort), et sans doute également du sous-lieutenant Taylor, qui effectua une manœuvre similaire durant l'opération Spencer.
- Ronan représente apparemment à la fois le lieutenant Deplante, parachuté en même temps et au même endroit que Marienne, et le lieutenant Botella, parachuté dans la forêt de Duault la même nuit. Deplante n'était pas militaire de carrière, tandis que Botella continua sa carrière dans l'armée : fait prisonnier à Ðiện Biên Phủ, durant la guerre d'Indochine, il commanda ensuite le 35e RI, en garnison à Belfort.
- McQueen représente le général de brigade Roddy McLeod, commandant la brigade SAS après la capture de son fondateur, David Stirling.